# Holouba Zatoka
Holouba Zatoka (en ukrainien : Голуба Затока), Golouboï Zaliv (en russe : Голубой Залив) ou Limena (en tatar de Crimée) est une commune urbaine de république autonome de Crimée, en Ukraine, occupée par la Russie depuis 2014. Sa population s'élevait à 448 habitants en 2013.

## Géographie
Holouba Zatoka se trouve dans un pittoresque amphithéâtre de montagnes au-dessus de la station balnéaire de Simeïz. Elle est située à 60 km au sud de Simferopol. La localité est réputée pour ses oignons doux qui ne peuvent être cultivés que là.

## Administration
Holouba Zatoka fait partie de la municipalité de Yalta.

## Histoire
La première mention écrite de Holouba Zatoka remonte à l'époque de la domination génoise, au XIVe siècle ; c'était alors le village de Limena, mot grec signifiant « port ». D'autres mentions du village figurent dans un recensement réalisé en 1520 par les autorités ottomanes dans leurs possessions de Crimée ainsi que dans plusieurs documents des XVIIe et XVIIIe siècles. Limena fut renommée Golouboï Zaliv ou Holouba Zatoka, c'est-à-dire « Baie bleue » en 1945, à l'occasion de la russification des noms qui suivit la déportation des Tatars, Bulgares, Grecs et Arméniens de Crimée.

## Population
Recensements (*) ou estimations de la population :
| 1926* | 1939* | 1959* | 1970* | 1979* |
| ----- | ----- | ----- | ----- | ----- |
| 696   | 2 118 | 6 380 | 9 937 | 615   |

| 1989* | 2001* | 2011 | 2012 | 2013 |
| ----- | ----- | ---- | ---- | ---- |
| 480   | 419   | 441  | 438  | 448  |